# Secret Files 2: Puritas Cordis
Secret Files 2: Puritas Cordis è un'avventura grafica realizzata da Jörg Beilschmidt pubblicata nel 2009, seguito di Secret Files: Il mistero di Tunguska e a sua volta predecessore di Secret Files 3.

## Trama
Nina Kalenkov ha risolto il mistero di Tunguska e salvato la vita di suo padre, tuttavia ha dovuto separarsi da Max che è dovuto andare in Indonesia mentre lei è partita per il Portogallo. Tuttavia nel corso del gioco si capisce che i due sono ancora molto innamorati, dato che Nina, quando crede che Max sia morto è disperata e Max, davanti alle avances di una sua collega continua a pensare alla bella ragazza russa. I due sono destinati a ricongiungersi presto in quanto il mondo è sconvolto da una serie di disastri naturali e dovranno indagare su alcuni misteriosi documenti relativi all'apocalisse che un sacerdote, ritrovato morto, voleva consegnare al vescovo Parrey.

## Interfaccia
Il gioco è un punta e clicca in terza persona, il giocatore muove principalmente Nina ma in alcuni momenti del gioco prende il controllo anche di Max e del vescovo Parrey. Gran parte degli enigmi del gioco sono relativi alla ricerca di oggetti che vanno a finire nell'inventario e che devono poi essere combinati tra loro e collocati nei punti opportuni.